# سوق الجمعة (طرابلس)
سوق الجمعة هو حي أو منطقة تقع شرقي مدينة طرابلس، ليبيا. تحده من الغرب منطقة زاوية الدهماني وشهداء الشط والنوفليين ومن الجنوب عين زارة ومن الشرق تاجوراء ومن الشمال شاطئ البحر الأبيض المتوسط طريق الشط الساحلي، وتعتبر من بين أكبر مناطق طرابلس من حيث المساحة.
ويرجح تسميتها بهذا الاسم نسبة لسوق الجمعة الشعبي الذي يقام بها يوم الجمعة عبر السنين ..

## تاريخ
يعتقد البعض أن نشأة المنطقة تاريخياً حول قرية (العمروس) التي أسسها بعض النازحين من الأندلس من المسلمين والمسيحيين وأطلقوا عليها نفس الاسم الذي يعرف به أحد أحياء غرناطة القديمة، وكان أغلبهم من الصناع والحرفيين الذين جعلوا منها مركزاً تجارياً وحرفياً هاماً وسط مزارع ساحل طرابلس فصنعوا الأواني والسيوف والأدوات الزراعية والجلدية وغيرها، مما جعل من قرية حملت اسم (عمرو بن العاص) قبلة لقاطني المنطقة توفر لهم احتياجاتهم المختلفة، وقد صار هؤلاء يستغلون رحلاتهم إلى قرية (عمرو بن العاص) لتسويق منتجاتهم الزراعية والحيوانية وهي رحلات ما لبثت أن انتظمت لتصبح سوقاً ثابتاً ينعقد يوم الجمعة من كل أسبوع ليجمع فلاحي الساحل بحرفيي (عمرو بن العاص) إضافة إلى البدو الرحل المقيمين في أطراف وبعض مناطق ساحل طرابلس واتسع نشاط السوق فيما بعد ليستقطب أهالي طرابلس داخل المدينة والنازحين لمنطقة تاجوراء وما جاورها. ولكن المصادر التاريخية تؤكد أن مركز سوق الجمعة كانت بمنطقة الحارات حيث كانت مثل الواحة.[بحاجة لمصدر]
وعقب احتلال الاسبان سنة 1511م لطرابلس المدينة القديمة فقط  ومن تم تسليمها الي  فرسان القديس يوحنا (القادمين من مالطا) مدينة طرابلس القديمة، نزح الكثير من سكان طرابلس لبساتين الساحل المجاورة للمدينة شرقاً (المنشية، الساحل وتاجوراء) حيث أقاموا هنالك بحثاً عن الأمن والرزق إلى حين استرداد المدينة المحتلة بعد تلبية الدولة العثمانية لنداء النجدة من أهالي طرابلس سنة 1551 م، حيث عاد أغلب السكان إلى قراهم.
بين عامي 1937 - 1943 قسم إقليم طرابلس إلى إقليمين إداريين من قبل السلطات الإدارية الإيطالية أحدهما كان إقليم مصراتة والآخر في الغرب وسمي (إقليم طرابلس) وضم ستة مقاطعات إدارية كانت من بينها سوق الجمعة وهي طرابلس، الزاوية، نالوت وغريان.

## أحياء المنطقة
- الحارات: يقال بأنها كانت واحة، وهي عبارة عن أسوار قديمة تفصل بين المزارع والطرق فيما يذكرك بمدينة غدامس الآن، وهي من أقدم مراكز طرابلس (كانت طرابلس في العهد العثماني تمتد إلى قابس بتونس الحالية).
- الرخصة نسبة لقبيلة رخيص التي تنتمي للقبيلة الأم العلاونة الشهيرة
- شارع البصير حوش بوغمجة
- الحشان
- جامع القريو ( نسبة لجامع القريو )
- العمروص: نسبة للمدينة التاريخية التي سميت بعمرو بن العاص.
- السوالم: وهي اليوم جزء من محلة الجهاد.
- الهنشير وشط الهنشير: وتعرفان اليوم بمحلة الساحل وهي المنطفة المقابلة للمقبرة (مقبرة الشط أو شط الهنشير)
- شرفة الملاحة وأولاد دياب (المنطقة المحيطة بقاعدة معيتيقة الجوية).
- رأس حسن
- الهاني
- الجديدة
- عرادة هي الطريق الفاصلة بين سوق الجمعة شمالا وعين زارة جنوبا وتفصل سوق الجمعة والحشان
- الغرارات من مناطق سوق الجمعة
- عرعارة: جامع عرعارة
- الفرناج
- الشرفة ويطلق عليها شرفة الملاحة وهي تقع تحت سور مطار امعيتيقة من الجهة الجنوبية.
- محلة النصر (الملاحة سابقا)
- محلة الفتح
- محلة عقبة بن نافع غرب مطار امعيتيقة
- زناته (وهي تمتد من جزيرة الفرناج إلى سوق جامع الصقع)
- المنصورة
- الهجارسة
- تلبيغة
- شهداء الشط
- المصلى
- السبعة
- الدجيبيين (التسمية رومانية قديمة دليل على قدم هذه المنطقة)
- القدارة (ترجع أصل التسمية لصناعة القدور والأواني الفخارية)
- سيدي عامر
- شارع الغبرا
- محلة وريمة تقع خلف قاعدة امعيتيقة من الجهة الشرقية[4]